# Playa Konyaaltı
Playa Konyaaltı (en turco: Konyaaltı Plajı) es una de las dos principales playas de Antalya, en el país euroasiático de Turquía, la otra es la playa de Lara.
La playa se encuentra en el lado occidental de la ciudad y se extiende por 7 km desde los acantilados de las montañas Beydağları. Posee hacia el interior un parque de playa y varios bares, cafeterías, discotecas y hoteles, incluyendo el Hotel Sheraton Voyager.
El parque acuático 'Aqualand' está cerca a lo largo de Dumlupinar Bulvarı.